# Hoba Miso

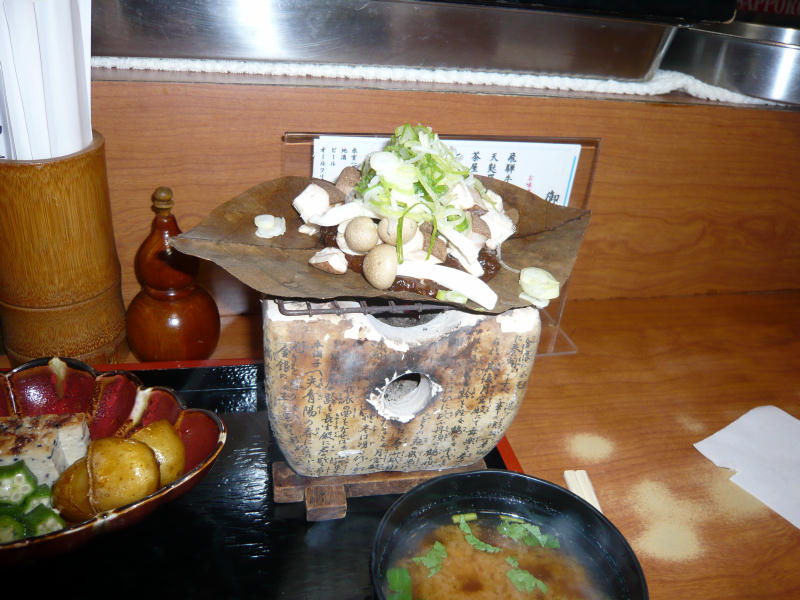
Hoba Miso

Hoba Miso (朴葉味噌) ist ein traditionelles Gericht aus der Gegend um Takayama im Norden der Präfektur Gifu in Japan. Die geographische Verbreitung geht auf die frühere Provinz Hida zurück.  

## Zubereitung
Lauch und Pilze werden zusammen mit Miso auf ein Blatt der Honoki-Magnolie gelegt und zusammen auf einer Art Tischofen erhitzt.

## Verzehr
Hobamiso wird zusammen mit Reis gegessen. 